# Luszkówko
Luszkówko, (niem. Luschkowko, Luschkau, 1942–1945 Lußkau) – wieś w Polsce położona w województwie kujawsko-pomorskim, w powiecie świeckim, w gminie Pruszcz. Według spisu powszechnego z 31 marca 2011 roku wieś liczyła 190 mieszkańców.
W latach 1975–1998 miejscowość administracyjnie należała do województwa bydgoskiego.

## Historia
Wieś wzmiankowana już w czasach krzyżackich, gdy wg ksiąg czynszowych liczyła 36 włók, z których dwie i pół było w rękach sołtysa i zwolnione od daniny, a za resztę płacono po 16 skotników i dwie kury. "W miejsce dziesięciny płacili po 8 skot. od włóki; karczma czynszowała 4 wiardunki" (S.G.K.P...). Po wojnach krzyżackich wieś się trochę wyludniła i obrabiała zaledwie 19 włók. Początkowo należała do starostwa świeckiego, zaś własnością prywatną stała się w pierwszej poł. XVI w. Pierwszym znanym dziedzicem był Jerzy Konopacki. Po pierwszym rozbiorze Polski wieś znalazła się w rękach niemieckich, m.in. Paeslerów, dla których w pierwszej poł. XIX w. wybudowano obecny pałac. W 1885 r. na Luszkówko składała się wieś włościańska i majętność, należąca do Ernsta Miske. Część należąca do włościan miała 504 morgi obszaru, 14 domów z 97 m-cami i 19 innych budynków. Do folwarku należało 329 ha, w tym 275 ha ziem uprawnych, 37 ha łąk i pastwisk, 3 ha lasu, 6 ha nieużytków i 6 ha wód. Majętność posiadała 12 budynków i 8 domów zam. przez 103 osoby, w tym 67 katolików. Do majątku należała także cegielnia.
We wrześniu 1939 roku natychmiast po wkroczeniu Wehrmachtu na teren powiatu świeckiego zaczęły się aresztowania i rozstrzeliwania Polaków. Na terenie powiatu świeckiego było kilka obozów internowania, gdzie przetrzymywano aresztowanych Polaków. Jednym z takich miejsc była gorzelnia na majątku w Luszkówku, gdzie na przełomie września i października 1939 roku utworzono obóz. Na tymczasowe więzienie przeznaczono pomieszczenie o rozmiarach 20 na 15 metrów. Stłoczeni na niewielkiej powierzchni więźniowie przebywali w fatalnych warunkach. Do jedzenia podawano im głównie brukiew i wodę. Według szacunkowych danych przez obóz przewinęło się około 3 tysięcy osób. Część więźniów została zamordowana w parku przy gorzelni. Pozostałych wywożono na egzekucje do Luszkowa, Grupy i Mniszka.
Szefem obozu był Erich Willy Hubert Kurt Paesler urodził się 3 listopada 1892 roku w Luszkówku. Był synem doktora Paula Paeslera i Friedy z domu Rasmus. Po zakończeniu pierwszej wojny światowej dr Paul Paesler prawdopodobnie stracił swój majątek Luszkówko i zmarł w niejasnych okolicznościach. Kurt wraz z matką wyjechał do Niemiec. We wrześniu 1939 roku Kurt Paesler przybywa w rodzinne strony w stopniu SS-Sturmbannführera – odpowiadał stopniowi majora w siłach zbrojnych Rzeszy (Wehrmacht).
Bardzo czynnie w realizacji planów eksterminacyjnych pomagali Niemcy z okolicznych wsi: Herbert Nitz (ur. 10.08.1908 r. w Topolnie), Holdhöffer, Köhn, i Zabel z Cieleszyna.
Obóz w Luszkówku zlikwidowano na przełomie stycznia-lutego 1940 roku. W 1944 roku Niemcy wykopali ciała i spalili je. Przeprowadzona po wojnie ekshumacja nie pozwoliła na ustalenie liczby oraz tożsamości wszystkich zamordowanych pacjentów Krajowego Zakładu Psychiatrycznego w Świeciu.

## Pałac
W Luszkówku znajduje się zespół pałacowo-parkowy. Pałac został wybudowany w II połowie XIX w. przez rodzinę Paeslerów.

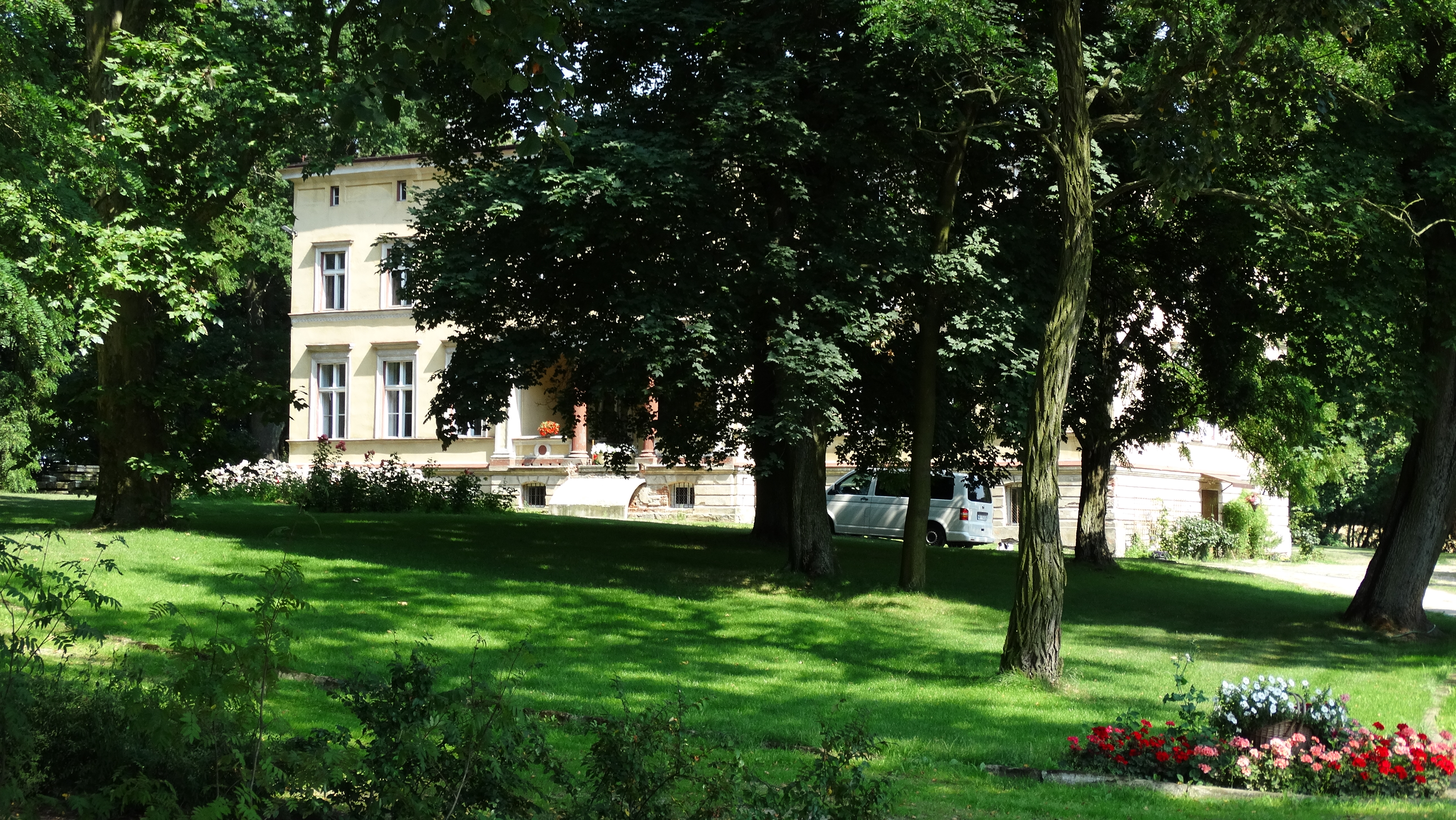

Pałac późnoklasycystyczny. Budynek piętrowy z mezzaninem, wysoko podpiwniczony, od zachodu 10-osiowy, akcentowany wgłębnym 2-kolumnowym portykiem ujętym lizenami. Portyk dźwiga jedynie belkowanie i gzyms. Dwuczłonowa bryła może sugerować różny czas wznoszenia poszczególnych części pałacu. W elewacji ogrodowej (od płd.-wschodu) wieloboczny wykusz i taras; niższa część budynku od tej strony lekko cofnięta.
W latach 1954–1995 znajdował się tutaj Państwowy Dom Pomocy Społecznej prowadzony przez siostry zakonne Zgromadzenia Sióstr Albertynek.
W 2005 roku został wpisany na listę zabytków – nr rej.: A/501/1-2 z 13.05.2005. Obecnie obiekt jest prywatny.

## Park pałacowy
Park z drugiej poł. XIX w. o pow. 2,95 ha. Wśród starodrzewu na uwagę zasługują dwa grupowe pomniki przyrody.
W skład 1. grupy wchodzą: lipa drobnolistna, robinia biała, dąb czerwony, wiąz szypułkowy oraz dwa platany klonolistne.
W skład 2. grupy wchodzą 4 dęby szypułkowe.

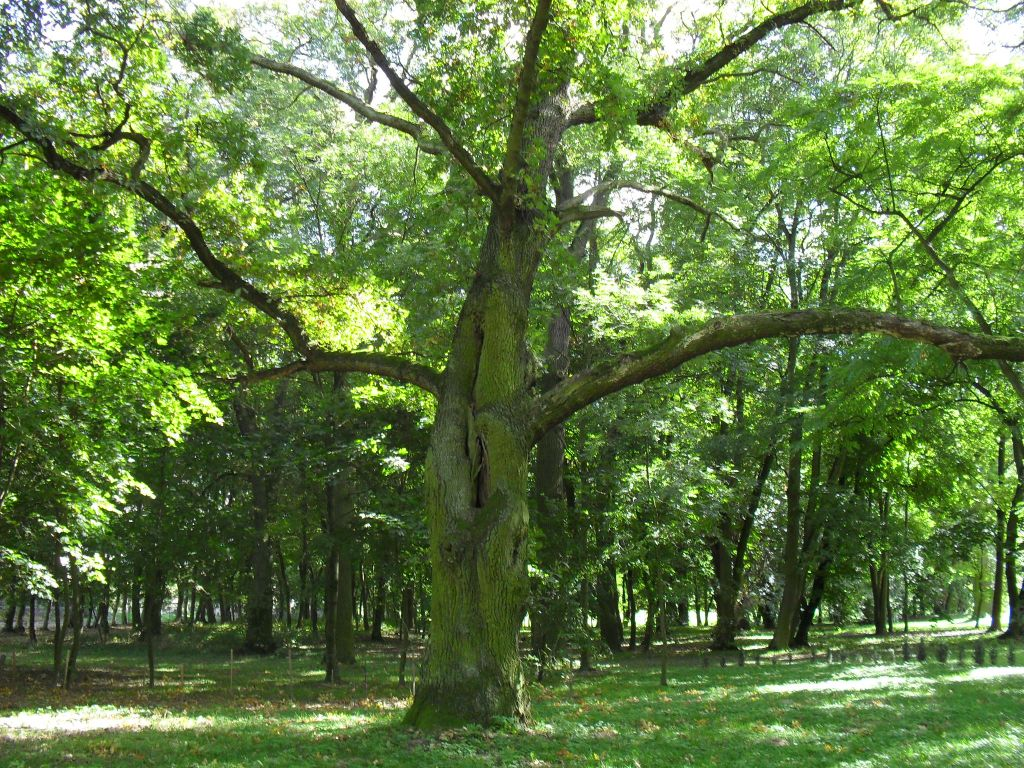

| Nr | Nazwa              | Sztuk | Obwód                 |
| 1. | Lipa drobnolistna  | 1     | 486 cm                |
| 1. | Robinia biała      | 1     | 316 cm                |
| 1. | Dąb czerwony       | 1     | 360 cm                |
| 1. | Wiąz szypułkowy    | 1     | 414 cm                |
| 1. | Platan klonolistny | 2     | 312, 334 cm           |
| 2. | Dąb szypułkowy     | 4     | 415, 370, 326, 268 cm |

## Galeria zespołu pałacowo – parkowego w Luszkówku

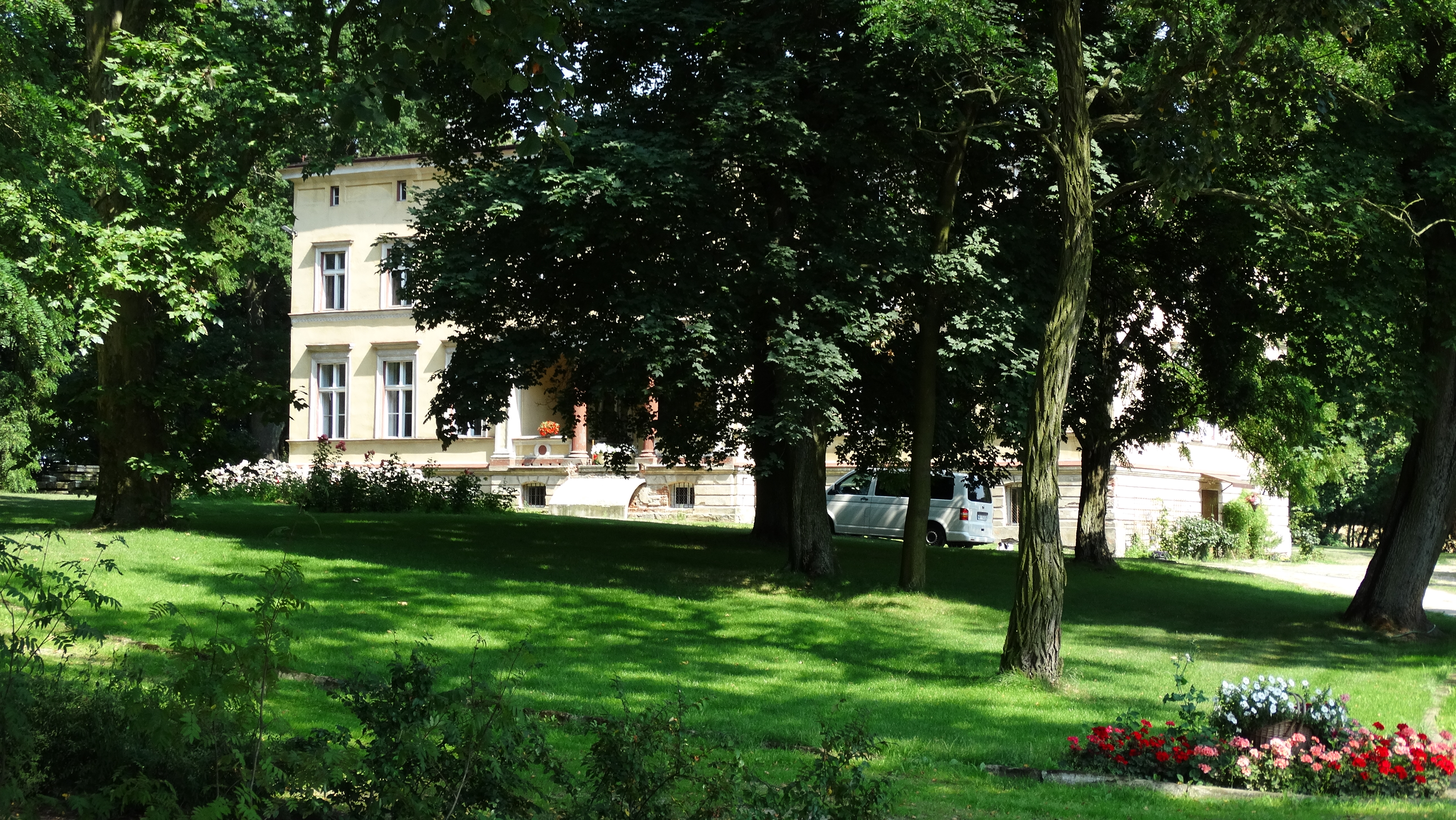
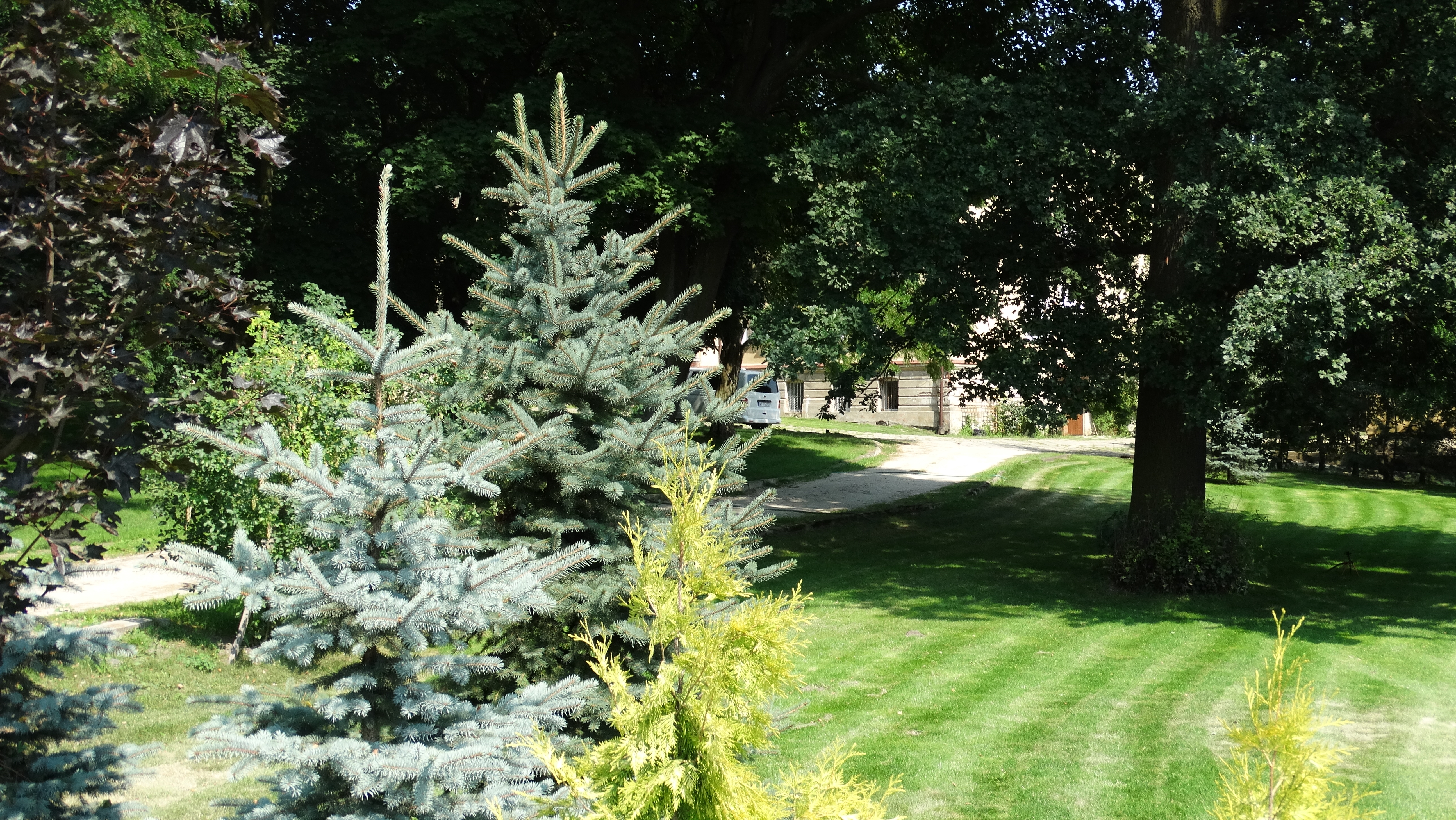
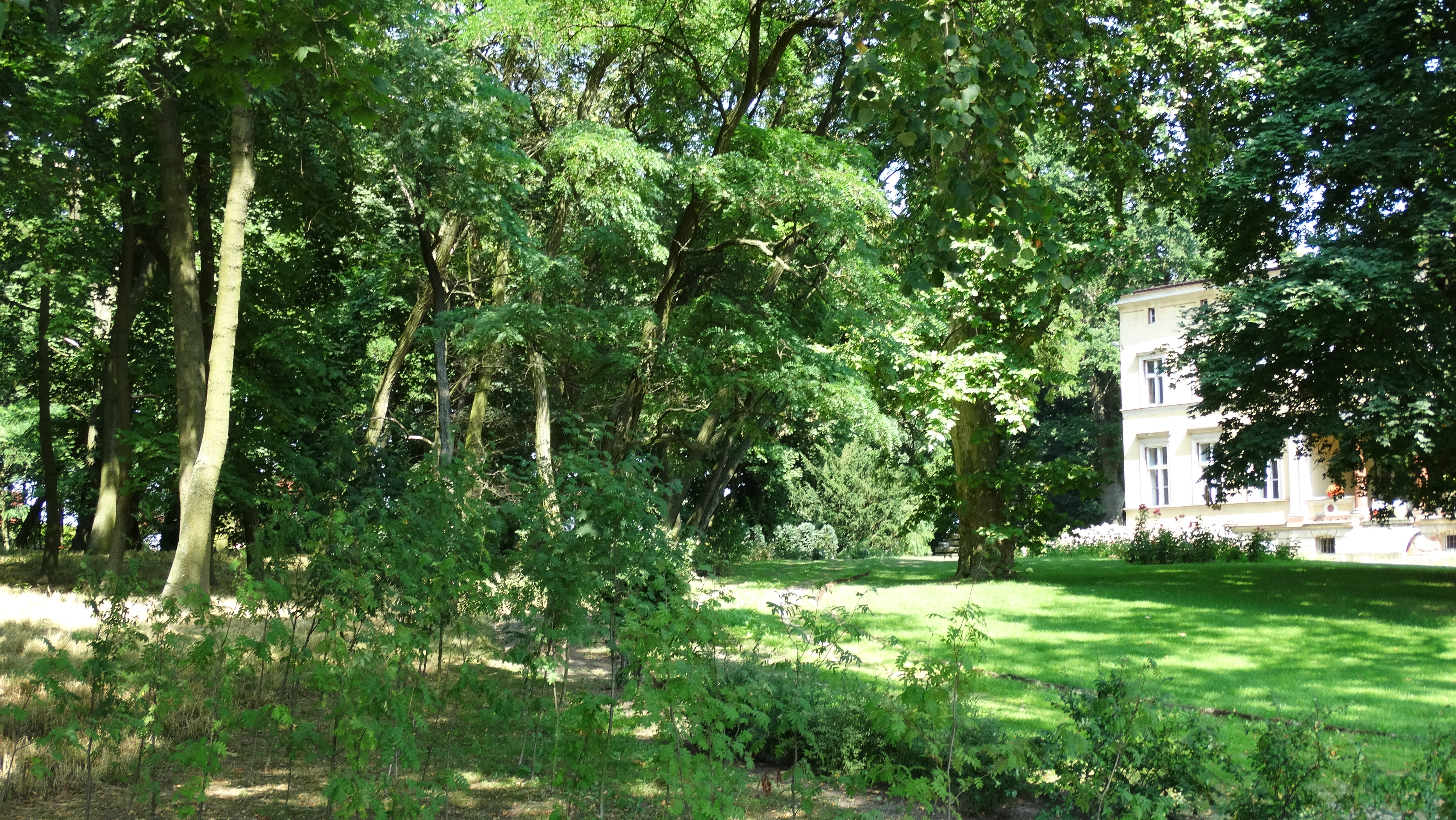
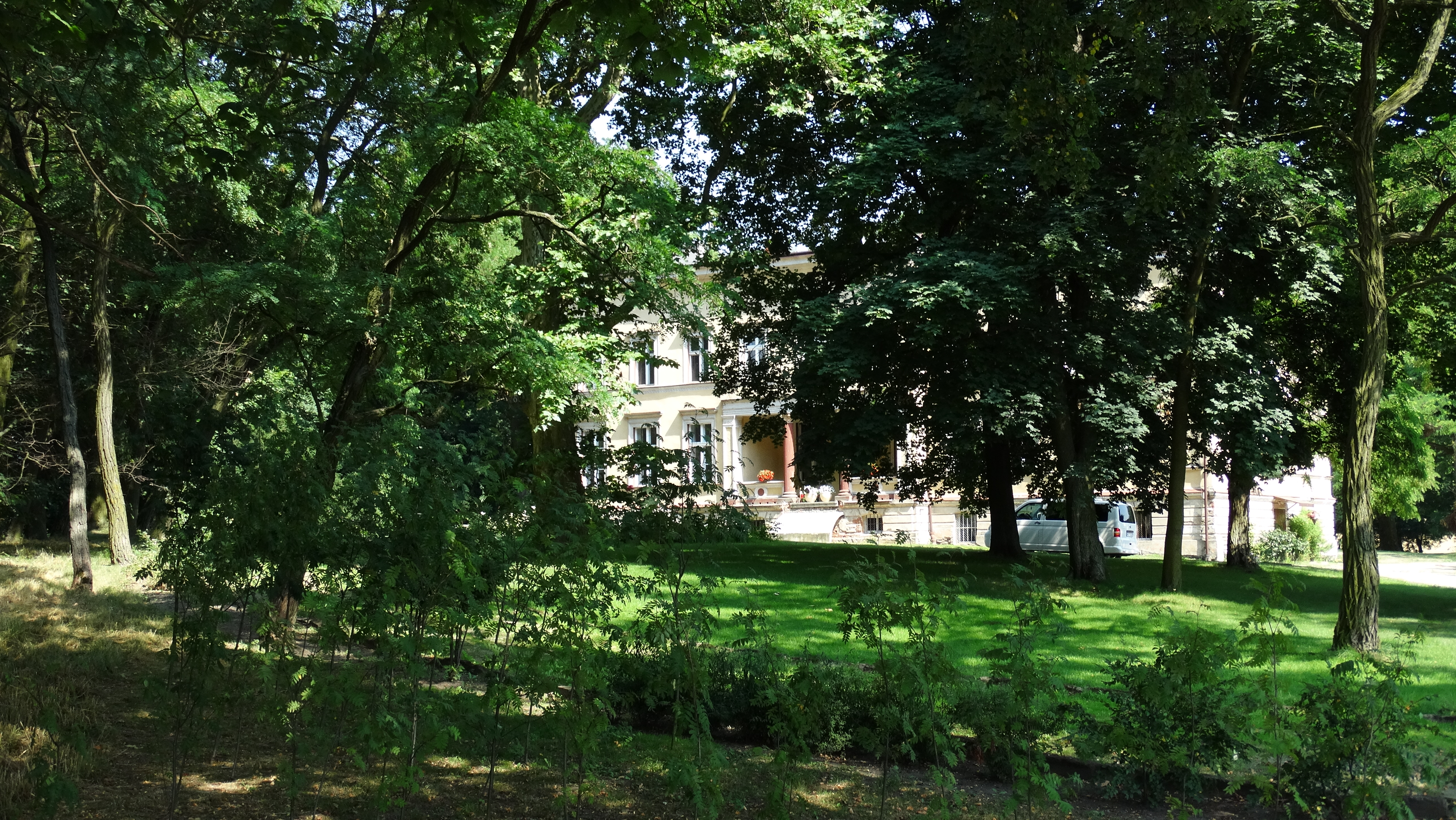
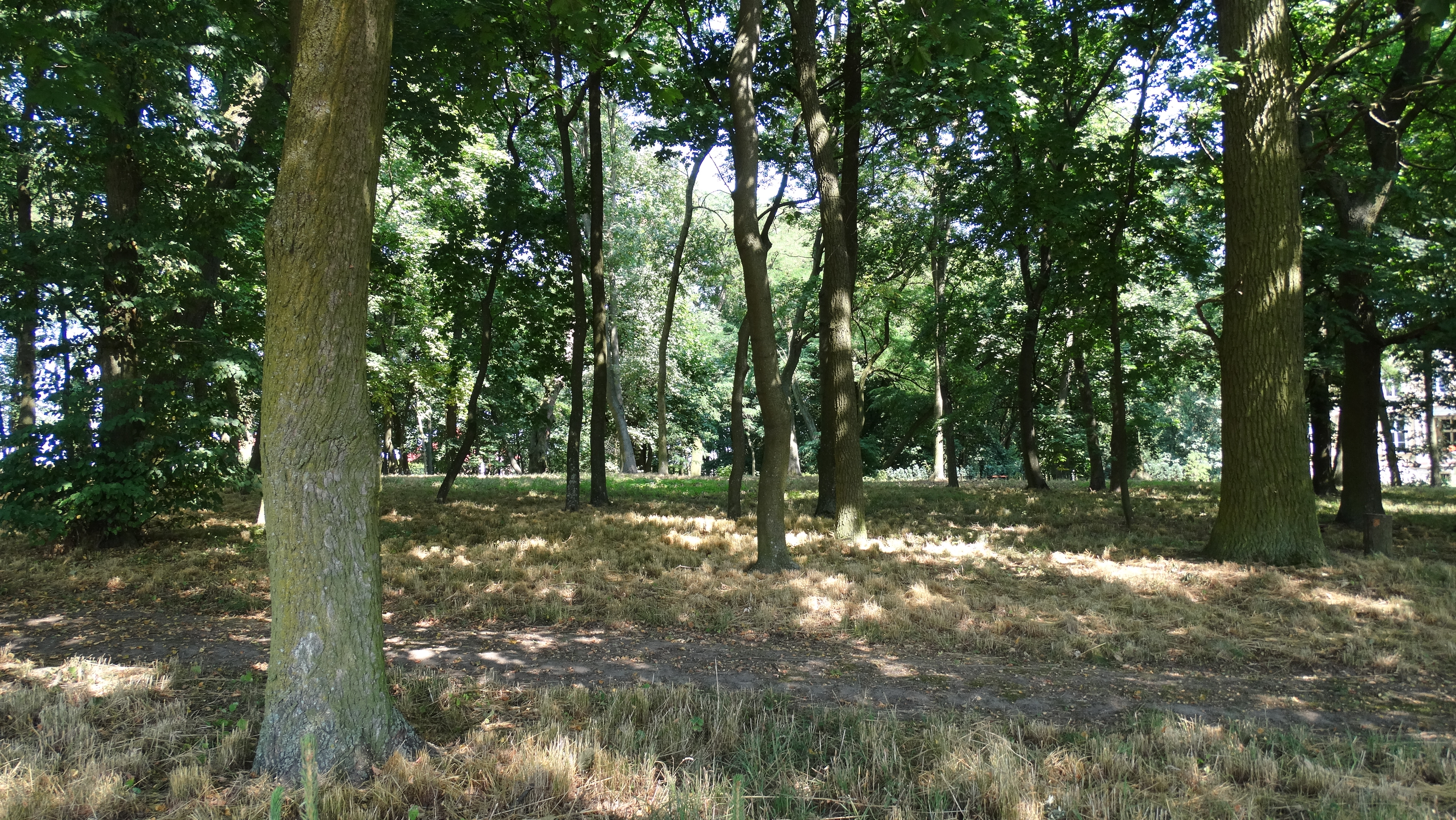
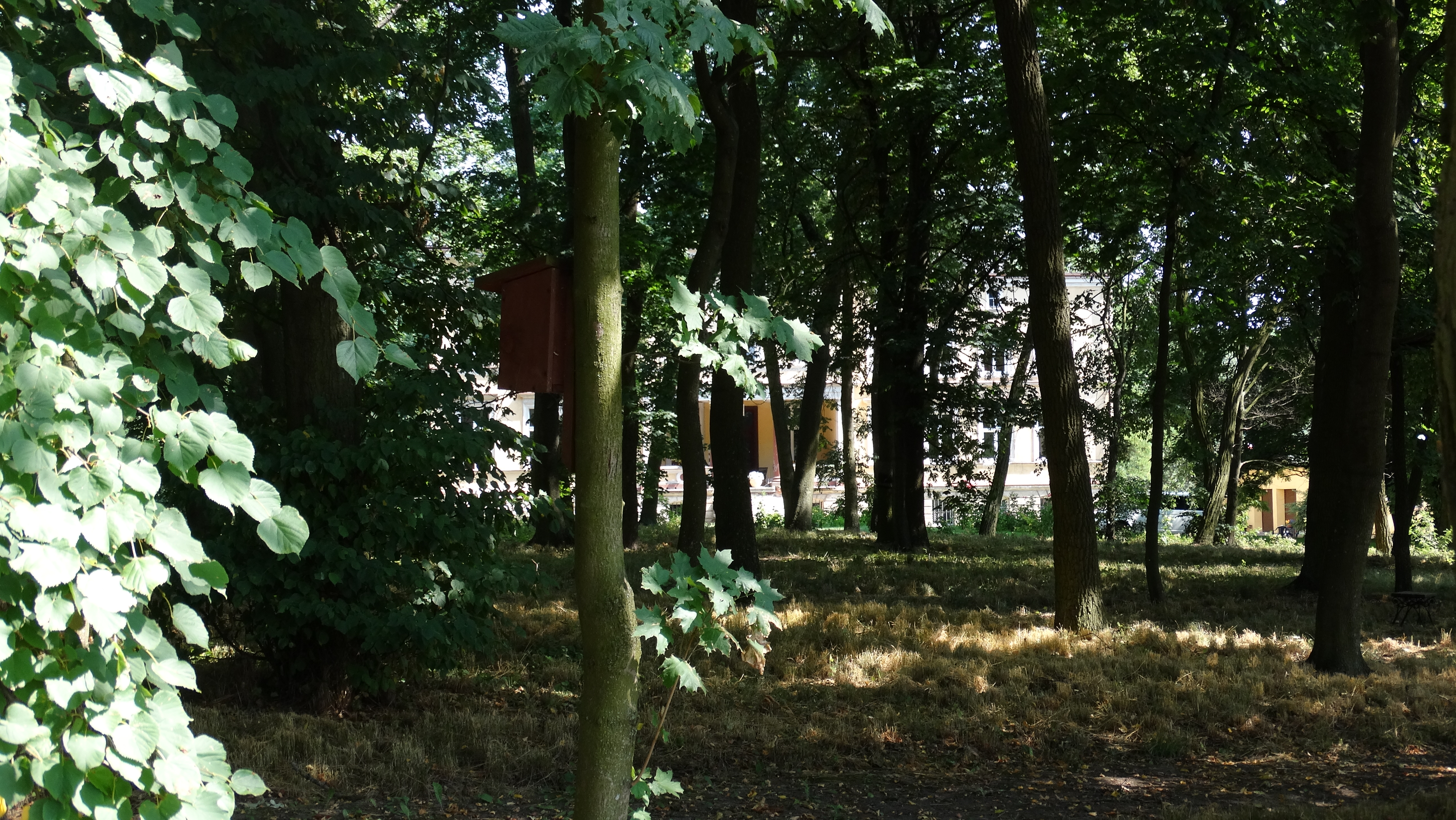
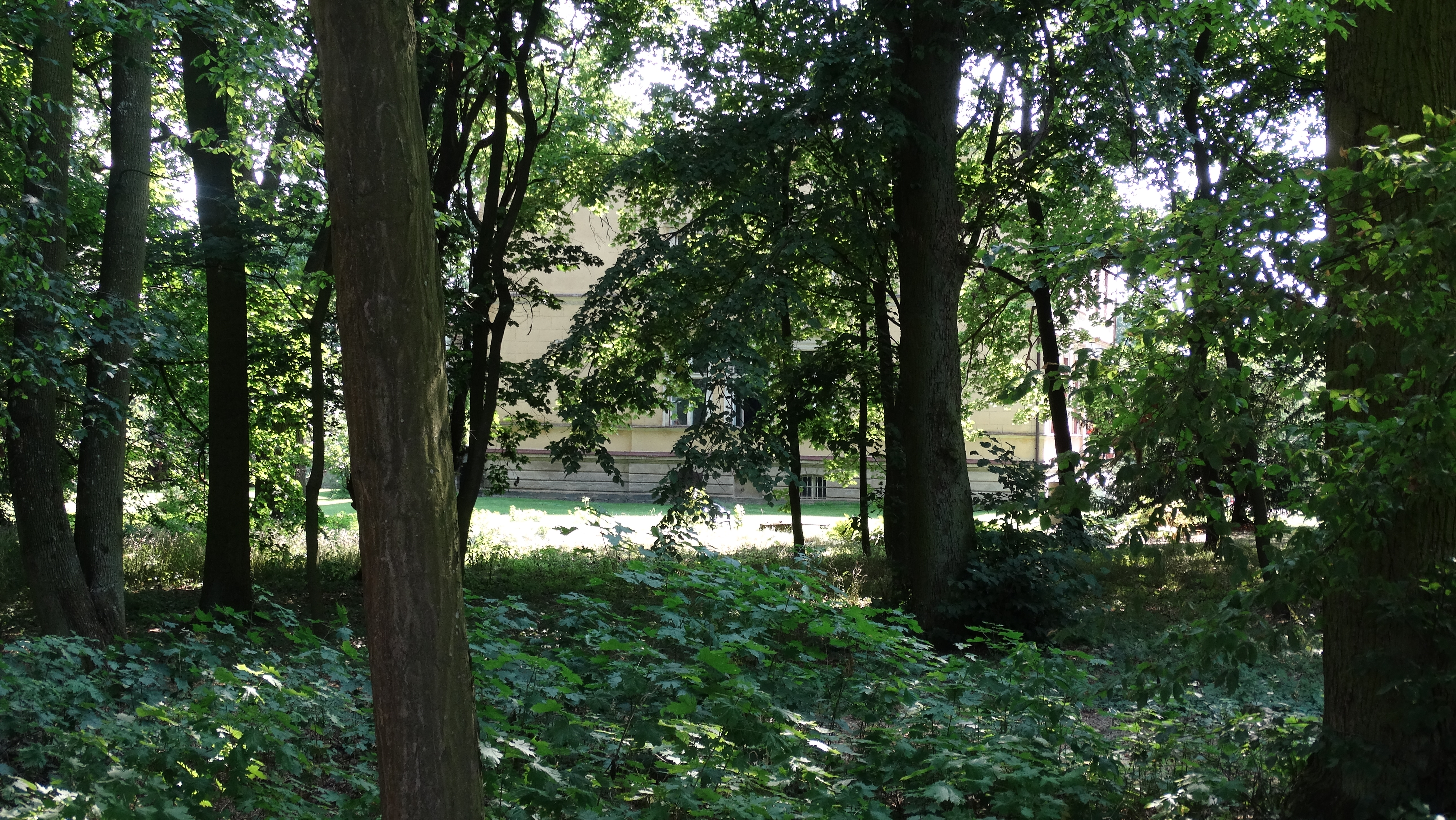
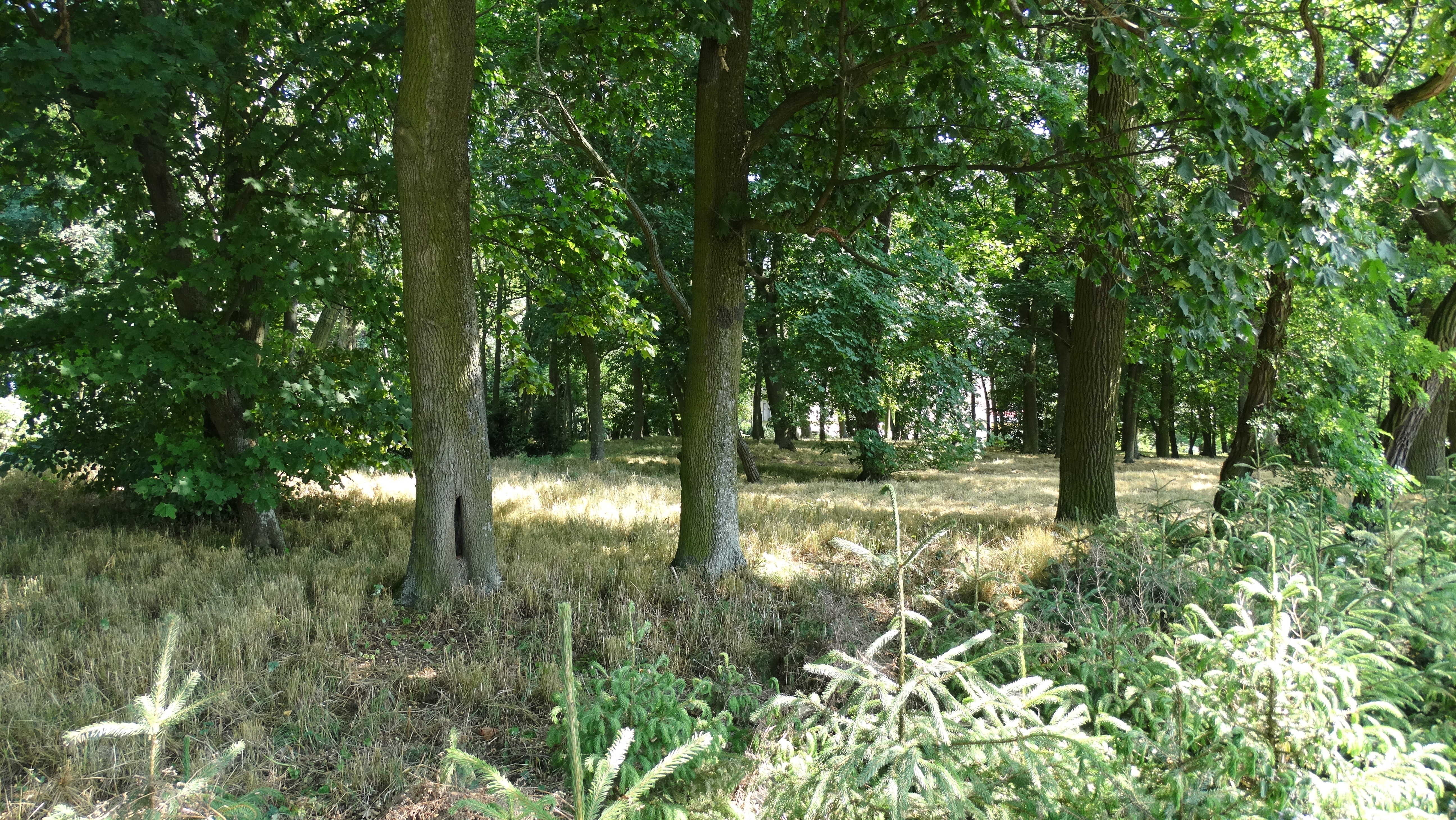

## Cmentarz
Cmentarz choleryczny z 1839 roku. W setną rocznicę epidemii właściciel majątku zdążył go upamiętnić. Po wojnie zaczęto tam chować pensjonariuszy domu pomocy społecznej.

### Znani ludzie
27 lutego 1931 roku, urodził się tutaj Henry M. Wiśniewski, ceniony na całym świecie neurochirurg, zajmujący się chorobą Alzheimera.
W tej miejscowości wychował się ks. dr hab. Wiesław Śmigiel, pełniący od 2012 roku funkcję biskupa pomocniczego w diecezji pelplińskiej a od 11 listopada 2017 decyzją papieża Franciszka objął urząd biskupa diecezjalnego diecezji toruńskiej.